# ガレス・デーヴィス
デヴィッド・ガレス・デーヴィス（David Gareth Davies、1990年8月18日 - ）は、プロ14スカーレッツに所属するラグビー選手。

## プロフィール
- ウェールズ・カーマーゼン出身。
- ポジションはスクラムハーフ(SH)。
- 身長 178cm、体重 88kg
- U20ウェールズ代表に選ばれたことがある[1]。
- ウェールズ代表キャップは62（2021年5月現在）でラグビーワールドカップ2015・ラグビーワールドカップ2019のウェールズ代表に選ばれた。
- ブリティッシュ・アンド・アイリッシュ・ライオンズに選ばれたことがある[2]。

## 略歴
ラネリーRFCを経て、2008年、スカーレッツに加入。